# Eugenio Carlo Valussi
Eugenio Carlo Valussi (10. února 1837 Talmassons – 11. října 1903 Sarche) byl rakouský římskokatolický duchovní a politik italské národnosti, v 2. polovině 19. století poslanec Říšské rady, pak biskup tridentský.

## Biografie
Jeho dědem byl politik a novinář Pacifico Valussi. Eugenio studoval gymnázium v Udine a seminář v Gorizii. Na kněze byl vysvěcen v roce 1860. Vystudoval pak teologii na Augustineu ve Vídni. Současníci ho popisovali jako talentovaného kněze a fascinujícího řečníka. Patřil mezi zakladatele moderního katolického hnutí v regionu Gorice a Gradiška. Roku 1880 byl jmenován proboštem na metropolitní kapitule v Gorizii.
Zasedal rovněž coby poslanec Říšské rady (celostátního parlamentu Předlitavska), kam nastoupil v prvních přímých volbách roku 1873 za kurii venkovských obcí v korunní zemi Gorice a Gradiška, obvod Gradiška, Cormòns, Cervignano, Monfalcone. Rezignaci oznámil dopisem 23. června 1877 z politických důvodů. Ve volbách roku 1879 se do parlamentu vrátil v témže obvodu a mandát obhájil i ve volbách roku 1885. Slib složil 28. září 1885. Rezignoval roku 1886, poté co byl povolán do Panské sněmovny (nevolená horní komora Říšské rady). V roce 1873 se uvádí jako Dr. Eugen Valussi, profesor na teologickém ústavu v Gorizii, bytem Gorizia. V roce 1873 zastupoval v parlamentu opoziční blok. V roce 1878 zasedal v poslaneckém klubu pravého středu.
Od roku 1886 až do své smrti roku 1903 působil jako biskup tridentský. Rozvinul zde četné církevní aktivity v oblasti školství, tisku a spolkového života. Podporoval zřizování katolických dělnických spolků a organizací katolického učitelstva. Zajímal se o rozvoj vzdělávání hluchoněmých. Zřídil diecézní sociologický seminář. Patřil mezi poradce císaře Františka Josefa a papeže Lva XIII. Mezi jeho mladší spolupracovníky patřil pozdější významný italský politik a předseda vlády Alcide De Gasperi.
Zemřel v říjnu 1903.